# Зимний Чемпионат России по современному пятиборью среди женщин 2007
Зимний Чемпионат России по современному пятиборью среди женщин проводился в Москве с 5 по 10 февраля 2007 года. 
Вместе с российскими пятиборками выступали представители Литвы, Белоруссии, Украины. Медали разыгрывались в лично-командном первенстве.
Выступление россиянок (лучшей из них стала москвичка Щербакова, занявшая 6-е место, - 5548) объясняется тем, что женская сборная страны была представлена вторым составом. Основной состав (Муратова, Сироткина, Стручкова, Хураськина) улетел в США на учебно-тренировочный сбор.

## Итоговые результаты.
Личное первенство.
| Дисциплина        | Золото                         | Серебро                           | Бронза                           |
| Личное первенство | Доната Римшайте · Литва · 5664 | Лаура Асадаускайте · Литва · 5624 | Вера Самусевич · Беларусь · 5612 |

Командное первенство.
| Дисциплина           | Золото | Серебро            | Бронза            |
| Командное первенство | Москва | Московская область | Самарская область |